# بلرنی (نام رمز)
نام رمز یا بلرنی (به انگلیسی: Blarney): برنامهٔ نظارت ارتباطی آژانس امنیت ملی ایالات متحده آمریکا است. این برنامه در سال ۱۹۷۸ میلادی و بر پایۀ لایحه نظارت بر اطلاعات خارجی، آغاز به فعالیت نمود. بعد از حملات ۱۱ سپتامبر ۲۰۰۱ فعالیت آن بیشتر شد و گسترش یافت. در بلرنی گردآوری داده از بنیادی‌ترین مراکز مخابراتی مانند تلفن همراه انجام می‌شود که بیش‌ترین جریان مخابراتی از آن می‌گذرد. این‌گونه نظارت، آپ استریم کالکشن نامیده می‌شود. از بلرنی، نخستین‌ بار در اسلایدی از پرونده‌ معرفی پریزم رونمایی شد که ادوارد اسنودن در ماه ژوئن سال ۲۰۱۳ میلادی آن را فاش کرده بود. بودجه بلرنی در سال مالی ۲۰۱۳ میلادی ٦ میلیارد دلار و حدود ۵۰۰ میلیون دلار آمریکا بود.

## گزارش اشتباه
در آغاز گمان می‌رفت که بلرنی برنامه‌ای در همکاری آژانس امنیت ملی با ای‌تی اند تی است، که از مراکز شنود ای‌تی اند تی بهره می‌برد؛ نمونه آنها اتاق ۶۴۱ای در سان فرانسیسکو (که وجود آن در سال ۲۰۰۶ میلادی توسط مارک کلاین فاش شد) و جای دیگر در نیوجرسی است؛ اما اسناد آژانس امنیت ملی که در ۱۵ اوت ۲۰۱۵ میلادی منتشر شدند، نشان دادند که همکاری ای‌تی اند تی با آن آژانس، از طریق برنامه فرویو انجام می‌شود و اتاق ۶۴۱ای بخشی از آن برنامه است.
توماس دریک گفته‌ بود که اسناد تازه فرویو نشان می‌دهند که در برابر برنامه‌هایی مانند اوکستار، بلرنی، استورم‌برو و دیگر برنامه‌ها برنامه ی چتری بزرگ نیست. برنامه‌های چتری، خیلی شبیه هم هستند ولی هر کدام با شرکت جداگانه‌ای کار می‌کنند و شاید هم برای آژانس امنیت ملی ملاحظات حقوقی متفاوتی داشته‌ باشند. ملاحظات مربوط به شرکت‌ها به بخش عملیات منبع ویژه آژانس امنیت ملی پیوندهایی دارند.

## وضعیت حقوقی
بلرنی بر پایه سه بند حقوقی کار می‌کند:
1. لایحه نظارت بر اطلاعات خارجی آژانس امنیت ملی
2. لایحه نظارت بر اطلاعات خارجی اداره تحقیقات فدرال (اف‌بی‌آی)
3. بخش۷۰۲ متمم‌های لایحه ۲۰۰۸ لایحه نظارت بر اطلاعات خارجی ۱۹۷۸

گردآوری داده‌ها، بر پایه لایحه نظارت بر اطلاعات خارجی نیاز به حکم دادگاه نظارت بر اطلاعات خارجی دارد. دادگاه اجازه گردآوری داده‌ها را به کسانی می‌دهد که منتخب‌ها، نشانه‌گذاری کرده‌اند. با وجود اینکه فرایند گرفتن حکم دادگاه وقت‌گیر است اما گردآوری داده‌های بلرنی بر پایه دادگاه نظارت بر اطلاعات خارجی، بخش مهمی از گزارش روزانه رئیس‌جمهور است و شمار آن به بیش از یازده هزار مورد در سال می‌رسد.

## کارکرد
برای گِردآوری اطلاعات، الگوریتم‌هایی به فرآیندهای ارتباطی افزوده می‌شوند. اطلاعات به‌دست‌آمده برای ذخیره‌سازی و واکاوی احتمالی آن‌ دسته از اطلاعاتی که به نظر خارجی می‌آیند، فرستاده می‌شوند. به درخواست آژانس امنیت ملی، نخستین گام غربالگری توسط خود شرکت‌های مخابراتی انجام می‌ شوند. این غربالگرها همیشه خوب کار نمی‌کنند و گاهی ممکن است داده‌های کاملاً داخلی را دریافت کنند.
هنگامی که داده‌های محلی دریافت می‌شوند، کمترین پردازش روی آنها انجام می‌شود. بر پایه فرآیندها به غیر از چند استثنا، ارتباطات بین مردم آمریکا که به «تصادفی‌ترین» شکل ممکن دریافت می‌شوند نابود می‌گردند. استثناها شامل پرونده‌های رمزنگاری شده، اطلاعات خارجی، یا پرونده‌های بزهکاری می‌باشند. در مورد اطلاعات پرونده‌های بزه کاری، آژانس امنیت ملی، اجازه دارد موارد مربوط به قاچاق مواد مخدر را به اداره مبارزه با مواد مخدر آمریکا در واحد عملیات ویژه بسپارد. بلرنی در گذشته به پروژه شامروک پیوند داشت که آژانس امنیت ملی و سازمان پیشین آن، روزانه، کپی ریزفیلم همه تلگراف‌هایی را به آمریکا فرستاده و از آن خارج می‌شد، دریافت می‌کردند.

## نمادگرهای کنششنود الکترونیک
مشخص شده که بلرنی، دو نمادگر اعمال شنود الکترونیک با یک نام دارد. نمادگر US-984XN پریزم، بسیار شبیه نمادگرهای US-984 و US-984X بلرنی است. به خاطر همین، در پرونده معرفی که آژانس امنیت ملی در ۱۵ اوت ۲۰۱۵ منتشر کرد آمده: «پریزم، زیرمجموعه بلرنی است، اما این تنها یکی از بسیاری دیگر برنامه‌ها است.»
| نماد             | نام صوری | وضعیت حقوقی                                          | هدف‌های اصلی | گونه اطلاعات گردآوری شده | ملاحظات                                                                               |
| ---------------- | -------- | ---------------------------------------------------- | --- | --- | ------------------------------------------------------------------------------------- |
| US-984 (PDDG:AX) | BLARNEY  | لایحه نظارت بر اطلاعات خارجی                         | - مبارزه با گسترش جنگ‌افزار هسته‌ای - مبارزه با تروریسم - دیپلماتیک - اقتصادی - نظامی - کشورهای خارجی (مانند برنامه‌ها و سیاست‌های کشورها) | - انتخاب‌گرهای پیشرفته اطلاعات شبکه دیجیتال - انتخاب‌گرهای پیشرفته ثبت کننده اطلاعات ارتباطی - مدارهای اطلاعات شبکه دیجیتال - مدارهای ثبت کننده اطلاعات ارتباطی - تلفن همراه - ارتباط مجوز داده شده از سوی دادگاه نظارت بر اطلاعات خارجی | مراکز شنود شناخته شده: - اتاق ۶۴۱ای در سان فرانسیسکو - ساختمان ای‌تی اند تی در نیوجرسی |
| US-984X          | BLARNEY  | متمم‌های لایحه ۲۰۰۸ لایحه نظارت بر اطلاعات خارجی ۱۹۷۸ | - مبارزه با گسترش جنگ‌افزار هسته‌ای - مبارزه با تروریسم - دیپلماتیک - اقتصادی - نظامی - کشورهای خارجی (مانند برنامه‌ها و سیاست‌های کشورها) | - انتخاب‌گرهای پیشرفته اطلاعات شبکه دیجیتال - انتخاب‌گرهای پیشرفته ثبت کننده اطلاعات ارتباطی - مدارهای اطلاعات شبکه دیجیتال - مدارهای ثبت کننده اطلاعات ارتباطی - تلفن همراه - ارتباط مجوز داده شده از سوی دادگاه نظارت بر اطلاعات خارجی | مراکز شنود شناخته شده: - اتاق ۶۴۱ای در سان فرانسیسکو - ساختمان ای‌تی اند تی در نیوجرسی |

### نکته‌ها
فرض شده  که نمادگرهای اعمال شنود الکترونیک بر پایه ی بخش ۷۰۲ متمم‌های لایحه ی ۲۰۰۸ لایحه ی نظارت بر اطلاعات خارجی ۱۹۷۸ کار می‌کنند. مگر اینکه خلاف آن تشخیص داده‌شود.
سازمان جابه‌جا کننده: یک سازمان قضایی است که تعیین می‌کند ارتباطی که از آمریکا می‌گذرد قابل گردآوری است. با توجه به اینکه هر دو سر آن در خارج از آمریکا هستند.

## رسانه

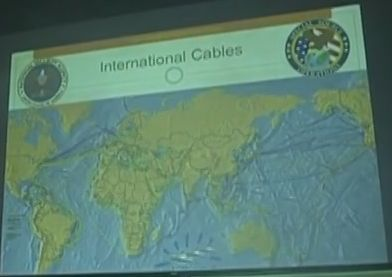
آپ استریم کالکشن: نقشه کابل‌های بین‌المللی
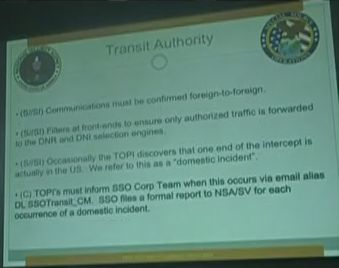
آپ‌استریم کالکشن: سازمان جابه‌جا کننده
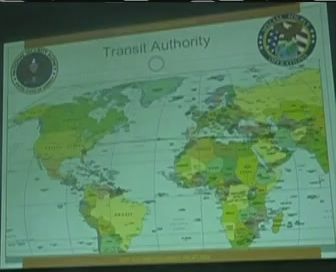
آپ استریم کالکشن: نقشه سازمان جابجا کننده
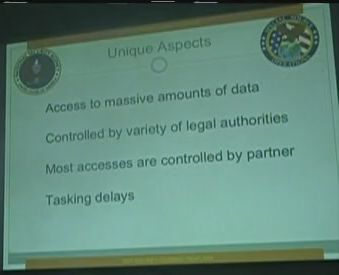
آپ استریم کالکشن: مباحث ویژه
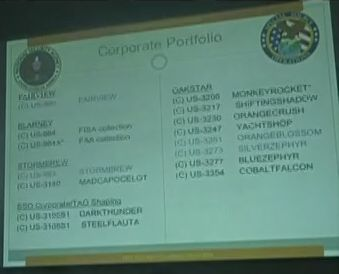
آپ استریم کالکشن: نمونه‌کار همکاری با شرکت‌ها
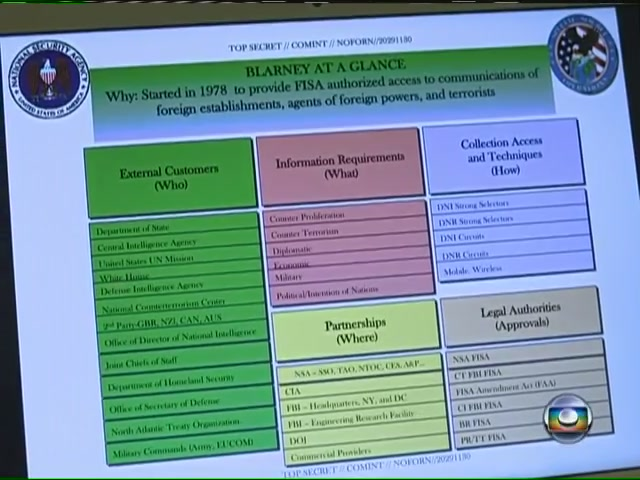
بلرنی در یک نگاه
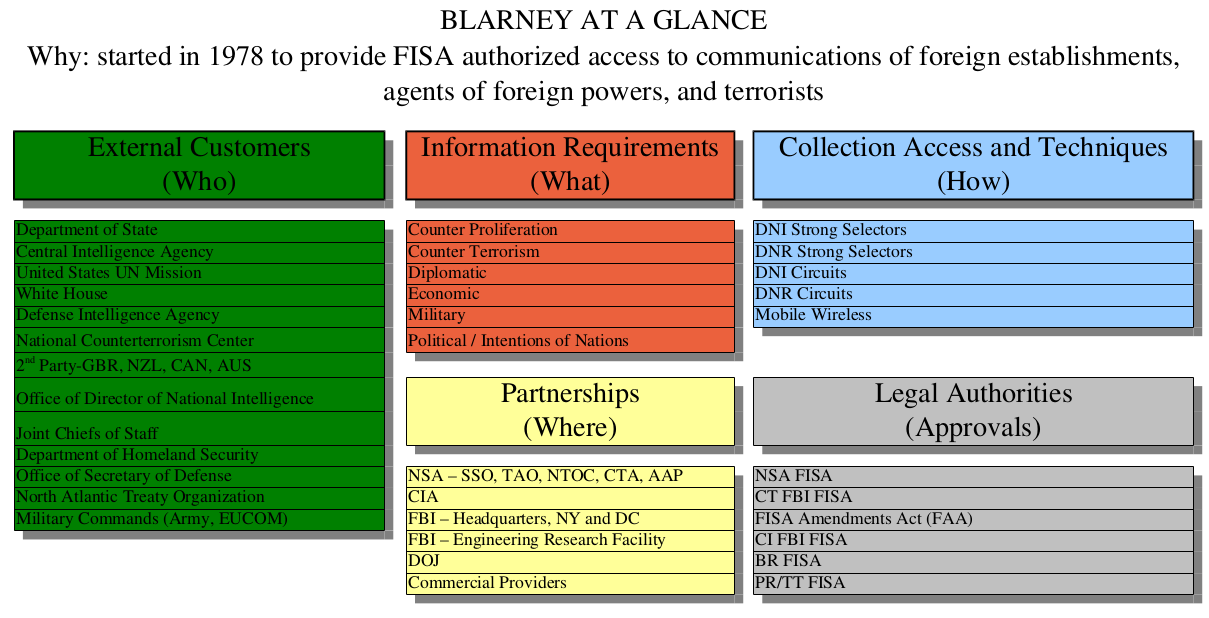
بلرنی در یک نگاه (نگاره قابل خواندن)
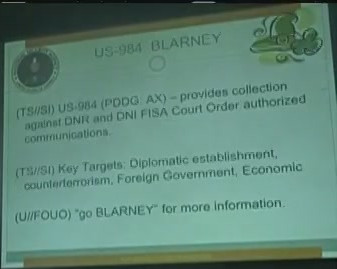
نمادگر کنش شنود الکترونیک بلرنی
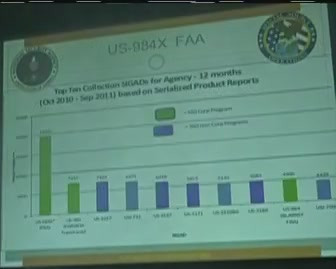
نمودار بلرنی – ۱۰ نمادگر کنش شنود الکترونیک برتر